# Robert Hume
Robert Hume (* 18. März 1941 in Kirkintilloch; † 26. März 1997) war ein schottischer Fußballspieler.

## Karriere
Hume gehörte den Glasgow Rangers von 1959 bis 1962 als Stürmer in der Scottish Football League Division One an. Er bestritt in seiner Premierensaison im Seniorenbereich zwölf Punktspiele, in denen er drei Tore erzielte. Er debütierte am 5. Dezember 1959 (15. Spieltag) beim 5:0-Sieg im Heimspiel gegen den FC Kilmarnock. Sein erstes von drei Saisontoren erzielte er vierzehn Tage später beim 5:0-Sieg im Auswärtsspiel gegen den Airdrieonians FC mit dem Treffer zum 3:0 in der 49. Minute. Zudem kam er in den ersten drei Runden im Wettbewerb um den Scottish FA Cup zum Einsatz. In der Folgesaison bestritt er lediglich zwei Punktspiele, jedoch drei Pokalspiele. Im Wettbewerb um den Europapokal der Pokalsieger wurde er am 29. März und 19. April 1961 in den beiden in Hin- und Rückspiel ausgetragenen Halbfinalbegegnungen mit den Wolverhampton Wanderers und im Finalhinspiel am 17. Mai 1961 im heimischen Ibrox Park bei der 0:2-Niederlage gegen den AC Florenz eingesetzt. In seiner letzten Saison, 1961/62, bestritt er mit dem 1:0-Sieg im Auswärtsspiel gegen Heart of Midlothian am 24. Februar 1962 (24. Spieltag) sein letztes Punktspiel. Im Wettbewerb um den Glasgow Cup war er für die Glasgow Rangers im Halbfinale bei der 1:4-Niederlage bei Third Lanark am 1. Mai 1962 das letzte Mal in der Pflicht.
In der Saison 1962/63 war er für den englischen Zweitligisten FC Middlesbrough, von Juli 1963 bis Oktober 1964 für den schottischen Erstligisten FC Aberdeen aktiv, bevor er sich für zwei Monate Alloa Athletic anschloss. Seine Spielerkarriere ließ er mit dem Kalenderjahr 1965 in der National Football League Südafrikas beim Highlands Park FC, mit dem er die Meisterschaft und den Castle Cup gewann, ausklingen.

## Erfolge
- Südafrikanischer Meister 1965
- Castle-Cup-Sieger 1965
- Finalist Europapokal der Pokalsieger 1961